# Famille Kálnoky
 (juillet 2024).
Si vous disposez d'ouvrages ou d'articles de référence ou si vous connaissez des sites web de qualité traitant du thème abordé ici, merci de compléter l'article en donnant les références utiles à sa vérifiabilité et en les liant à la section « Notes et références ».
La famille Kálnoky de Kőröspatak (en hongrois : kőröspataki Kálnoky család) est une famille subsistante de la noblesse hongroise.

## Origines
La famille Kálnoky est une famille sicule de Transylvanie. Ses origines remontent au XIIe siècle avec Sebusi dit Akadás (Akadas Siculus de Sebus), cité en 1182 comme seigneur de Sombor, Gerebencs et Sólyomkő. Son fils est Vince, cité en 1253 comme seigneur de Hídvég, Árapataka et Erősd. Petit-fils de ce dernier, Maté prend le premier le nom de Kálnoky. La famille a une origine commune avec les familles Nemes et Mikó.

## Histoire
Ils sont Comte Kálnoky, Baron de Kőröspatak depuis 1697, quand Samuel Kálnoky devient le chancelier de Transylvanie à la cour de Vienne.
Au début du XVIIIe siècle, à travers de multiples mariages, les Kálnoky se rapprochent du prince Constantin Brancoveanu, souverain de la Valachie. Une génération entière a grandi à Bucarest à la cour du prince et y a occupé des fonctions publiques.
Pour soutenir l'impératrice autrichienne Marie-Thérèse dans la guerre de Succession d'Autriche (Erbfolgekrieg), la famille créa un régiment de hussards en 1741 qui porta leur nom. La fille unique du premier chancelier de l'Empire autrichien s'étant mariée avec un Kálnoky, celui-ci hérite ainsi de certaines des possessions du chancelier en Moravie.
Deux cents ans de carrières militaires et politiques suivent pour la famille en Autriche. Les Kálnoky ont un siège héréditaire à la Chambre des Lords (Herrenhaus) à Vienne. Sous l'empereur François-Joseph Ier, le comte Gustave Kálnoky préside le conseil des ministres conjoint (autrichien et hongrois), il est ministre de la Maison impériale et des Affaires étrangères. En effet, il fut le bras droit de l'empereur entre 1881 et 1897. Il signa la Triple Alliance (1882) entre l'Empire austro-hongrois, l'Allemagne et l'Italie. Il prolonge cette alliance en 1883 en signant un traité secret avec la Roumanie pour un soutien militaire réciproque.

## Demeures
- Château de Letovice, Moravie, République tchèque.
- Château de Csicsó, Cicov, Slovaquie.
- Château de Kálnoky, Miklósvár (Micloșoara), Roumanie (Transylvanie) : Fondation Kálnoky - Musée de la vie transylvaine (Muzeul Vieții Transilvănene)[1].

## Personnalités
- Sámuel Kálnoky (hu) (1640–1706), grand juge royal de Háromszék, chancelier et trésorier de Transylvanie. Titré comte en 1697.
- comte József Kálnoky (hu) (1719–1798), officier et diplomate.
- comte Dénes Kálnoky (hu) (1814–1888), főispán de Alsó-Fehér, conseiller privé, écrivain.
- comte Gustave Kálnoky (1832–1898), homme politique, il fut notamment ministre des Affaires étrangères de François-Joseph.
- comte Alexander Kálnoky (1810), colonel.
- comte Boris Kálnoky (1961) écrivain germano-hongrois, journaliste.

## Alliances
Les principales alliances de la famille Kálnoky de Köröspatak sont les familles : Simonyi de Simony et Varsány, Kendeffy de Malomvíz, Lázár, Haller de Hallerkeö, Blümegen, Schrattenbach, Stolberg-Stolberg, Waldstein-Wartenberg, Sabran-Pontevès, Mensdorff-Pouilly-Dietrichstein, Herberstein, Schönburg-Hartenstein, Ambrózy, Habsbourg-Lorraine (branche de Toscane), von Oer, Hohenzollern-Sigmaringen, Jankovich-Bésán, Blanckenstein, Belcredi, de Liechtenstein (1999).